# 1891 în științifico-fantastic
- 1890 în științifico-fantastic — 1891 în științifico-fantastic — 1892 în științifico-fantastic

1891 în științifico-fantastic a implicat o serie de evenimente:

## Nașteri și decese

### Nașteri
- Felix Aderca (n. 1962)
- Arthur Bagemühl (n. 1972)
- Alfred Bratt (n. 1918)
- Mihail Bulgakow (n. 1940)
- Siegmund Guggenberger (n. 1969)
- Neil M. Gunn (n. 1973)
- Georg Wilhelm Haupt-Heydemarck
- Malcolm Jameson (n. 1945)
- Karl Ludwig Kossak (n. 1949)
- Niels Meyn (n. 1957)
- Ri Tokko (Pseudonimul lui Ludwig Dexheimer) (n. 1966)

## Cărți

### Romane
- Deutschland im Jahre 2000 de G. Erman

## Filme
| Titlu | Regizor | Distribuție | Țara | Sub-Gen /Note |
| ----- | ------- | ----------- | ---- | ------------- |
|       |         |             |      |               |

## Premii
Principalele premii nu s-au acordat în această perioadă.